# William Russell (prefeito)

Brasão de Sir William Russell como
Mestre Sedero de Londres

Sir William Anthony Bowater Russell (nascido Londres NW8, 15 de abril de 1965) é um financista britânico. Foi Lorde-Mayor de Londres (2019–2021), primeiro a servir dois mandatos desde o século 19.

## Vida
Banqueiro e financista, ex-vice-presidente do grupo «Merrill Lynch», desde 2013 Russell é eleito Vereador da Cidade.
Parente da família baronete, título criado para seu tio-bisavô, Charles Russell, fundador do famoso escritório de advocacia, em 9 de Novembro de 2019, ele se torna Lorde-Mayor antes do «Lord Mayor's Show», o grande desfile cívico mais antigo do mundo e um dos maiores espectáculos de Londres.
Como Lorde-Mayor, é o porta-voz e promotor de negócios da Cidade e também em toda a Grã-Bretanha, principalmente para o setor financeiro.
O cargo do Lorde-Mayor é diferente do Mayor de Londres, já que o «Mayor of London» é o prefeito da Grande Londres, enquanto o «Lord-Mayor of London» é senhor prefeito da Cidade de Londres.
É o Mestre da «Haberdashers' Company» em 2024/25.

## Honras
- Knight Bachelor (2022)
- Cavaleiro de Justiça da Ordem de São João (2019)